# O zi solemnă
O zi solemnă este o operă literară scrisă de Ion Luca Caragiale. A fost publicată în 1899.